# بلوك بريكر ديلوكس
بلوك بريكر ديلوكس هي لعبة فيديو طورتها غيم لوفت رومانيا خصيصا للهواتف المحمولة، صُدرت على آي بود ومايكروسوفت ويندوز، خدمة إن-غيج، نينتندو دي أس كجزء من مجموعة حزمة اللعب منتصف الليل، ووي كلعبة وي واير، غيم لوفت تثبث أنها لعبة رواق مقنطر لتدمير الجدران الأكثر تحميلا في الهواتف المحمولة، مع أكثر من 8 ملايين عملية تنزيل.
في وقت لاحق، صُدرت نسخة ثانية من اللعبة باسم بلوك بريكر ديلوكس 2، للهواتف المحمولة القوية على نظام التشغيل آيفون. وصُدرت لعبة ثالثة باسم بلوك بريكر 3 عام 2012.

## طريقة اللعب
اللعبة هي لَمَّة لبريك أوت مع زينة مدنية على موضوع صندوق الليل، أو كازينو فكرة اللعبة هي تكسير أكبر عدد ممكن من الجدران من غير إسقاط الكرة. بالتتابع، أولا بأول التي تتقدم في مختلف المستويات، المكافآت هي متاحة للاعب للمساعدة.
اللاعب يركز على الخريطة التي تريه مختلف طرق سلسلة المستوى. تتضمن كل مجموعة 10 مستويات مع قتال رئيس في النهاية، في البداية، مكان واحد يكون متوفرا أما البقية قد لا تكون متوفرة مع إنهاء كل مستوى واحدا تل والآخر. يتواجد في كل مكان شخصيته الخاصة، ويعتبر وَصيا يعطي مصائح أثناء اللعب، أثناء الإختيار، يمكن للاعب أن يشتري مكاناً الذي يعطيه كمية لامحدودة من المستويات التي تُنشئ بشكل عشوائي.
كل مستوى يحتوي على مكافئة خاصة «هدية» يمكن استخدامها والتي يمكن استخدامها لاكتساب السمعة في المكان.
وتتواجد سبع أمكنة مختلفة، أحدها هو مستوى خاص ومميز يُنشَئ عشوائيًا.

## وصلات خارجية
- موقع ويب وي واير بلوك بريكر ديلوكس غيم لوفت